# Aongstroemia densa
Aongstroemia densa là một loài rêu trong họ Dicranaceae. Loài này được Hook. Müll. Hal. mô tả khoa học đầu tiên năm 1900.